# Jednostka regionalna Elida
Jednostka regionalna Elida (nwgr.: Περιφερειακή ενότητα Ηλείας) – jednostka administracyjna Grecji w regionie Grecja Zachodnia. Powołana do życia 1 stycznia 2011, liczy 149 tys. mieszkańców (2021).
W skład jednostki wchodzą gminy:
- Andrawida-Kilini (6),
- Andritsena-Krestena (3),
- Elida (2),
- Olimpia (4),
- Pinios (7),
- Pirgos (1),
- Zacharo (5).